# Alcides Mendoza Castro
Alcides Mendoza Castro (* 14. März 1928 in Mariscal Cáceres; † 20. Juni 2012 in Lima) war Erzbischof von Cuzco und als Konzilsvater aller Sitzungsperioden des Zweiten Vatikanischen Konzils dessen jüngster Bischof.

## Leben
Alcides Mendoza Castro trat mit 12 Jahren in das Kleine Seminar in Ayacucho ein und empfing am 15. September 1951 in der Kathedrale San Antonio in Huancavelica durch den Bischof von Huancavelica, Carlos Jurgens CSsR, die Priesterweihe. Er wurde im Alter von 28 Jahren zum Prälaten Seiner Heiligkeit und General-Provikar des Peruanischen Militärordinariates ernannt.
Papst Pius XII. ernannte ihn am 28. April 1958 zum Weihbischof im Bistum Abancay und bestellte ihn zum Titularbischof von Metrae. Der Erzbischof von Cuzco Carlos Byrne CSsR spendete ihm am 6. Juli desselben Jahres die Bischofsweihe; Mitkonsekratoren waren Alberto Maria Dettmann y Aragón OP, Bischof von Ica, und Fidel Mario Tubino Mongilardi, Weihbischof in Lima. Er war zu diesem Zeitpunkt mit 30 Jahren der weltweit jüngste Bischof und auch mit 34 Jahren jüngster Bischof des Zweiten Vatikanischen Konzils.
Mendoza übersetzte mit Genehmigung des Heiligen Stuhls das Messbuch (Ordo missae) ins Quechua, eine im Andenraum weitverbreitete indigene Sprache. Er war der erste Priester weltweit, der die Messe in dieser Sprache feiern durfte.
Papst Johannes XXIII. ernannte ihn am 5. Dezember 1962 zum ersten Bischof von Abancay. Papst Paul VI. ernannte ihn am 12. August 1967 zum Erzbischof ad personam als Bischof des Peruanischen Militärordinariates und zum Titularerzbischof von Pederodiana. Am 5. Oktober 1983 wurde er von Papst Johannes Paul II., der 1985 Gast im Erzbistum Cuzco war, zum Erzbischof von Cuzco ernannt.
Am 29. November 2003 nahm Johannes Paul II. seinen altersbedingten Rücktritt an.
Erzbischof Alcides war alljährlich zu Gast in St. Walburga in Werl und zelebrierte am Liborisonntag das Lateinische Hochamt in der Propsteikirche. Er hatte zahlreiche Kontakte in Deutschland, die er regelmäßig besuchte. Sein 50-jähriges Bischofsjubiläum feierte er in der Pfarrkirche St. Peter und Paul in Neuwied-Irlich zusammen mit der Pfarrei St. Michael in Feldkirchen.

### Auszeichnungen und Ehrungen
Er wurde 2004 mit der peruanischen Medalla de Oro de Santo Toribio de Mogrovejo geehrt. Staatspräsident Alan García ehrte ihn 2008 mit dem Orden al Mérito por Servicios Distinguidos en el Grado de Gran Cruz für seinen Einsatz für die Bevölkerung und Engagement für die Armen.

### Schriften
- Al Servicio de Dios. Memorias de Monseñor Alcides Mendoza, Primer Obispo de Abancay y Arzobispo Emérito de Cusco. 2011, zusammen mit Carmen Elena Villa Betancourt[1]